# Campeonato Mundial de Patinação Artística no Gelo de 1970
O Campeonato Mundial de Patinação Artística no Gelo de 1970 foi a sexagésima edição do Campeonato Mundial de Patinação Artística no Gelo, um evento anual de patinação artística no gelo organizado pela União Internacional de Patinação (em inglês:  International Skating Union) onde os patinadores artísticos competem pelo título de campeão mundial. A competição foi disputada entre os dias 3 de março e 8 de março, na cidade de Liubliana, Iugoslávia.

## Eventos
- Individual masculino
- Individual feminino
- Duplas
- Dança no gelo

## Medalhistas
| Evento                        | Ouro                                                      | Prata                                                 | Bronze                                                        |
| Individual masculino detalhes | Tim Wood · Estados Unidos                                 | Ondrej Nepela · Tchecoslováquia                       | Günter Zöller · Alemanha Oriental                             |
| Individual feminino detalhes  | Gabriele Seyfert · Alemanha Oriental                      | Beatrix Schuba · Áustria                              | Julie Lynn Holmes · Estados Unidos                            |
| Duplas detalhes               | Irina Rodnina · Alexei Ulanov · União Soviética           | Liudmila Smirnova · Andrei Suraikin · União Soviética | Heidemarie Steiner · Heinz-Ulrich Walther · Alemanha Oriental |
| Dança no gelo detalhes        | Liudmila Pakhomova · Alexander Gorshkov · União Soviética | Judy Schwomeyer · James Sladky · Estados Unidos       | Angelika Buck · Erich Buck · Alemanha Ocidental               |

## Resultados

### Individual masculino
| Pos.              | Nome                 | Nacionalidade      | Pontos |
| ----------------- | -------------------- | ------------------ | ------ |
| Medalha de ouro   | Tim Wood             | Estados Unidos     | 12     |
| Medalha de prata  | Ondrej Nepela        | Tchecoslováquia    | 15     |
| Medalha de bronze | Günter Zöller        | Alemanha Oriental  | 32     |
| 4                 | Patrick Péra         | França             | 39     |
| 5                 | John Misha Petkevich | Estados Unidos     | 41     |
| 6                 | Sergei Chetverukhin  | União Soviética    | 50     |
| 7                 | Sergei Volkov        | União Soviética    | 68     |
| 8                 | Kenneth Shelley      | Estados Unidos     | 77     |
| 9                 | Haig Oundjian        | Reino Unido        | 78     |
| 10                | Jan Hoffmann         | Alemanha Oriental  | 101    |
| 11                | David McGillivray    | Canadá             | 94     |
| 12                | Günter Anderl        | Áustria            | 100    |
| 13                | Toller Cranston      | Canadá             | 114    |
| 14                | Zdeněk Pazdírek      | Tchecoslováquia    | 133    |
| 15                | Jacques Mrozek       | França             | 137.5  |
| 16                | László Vajda         | Hungria            | 141.5  |
| 17                | Klaus Grimmelt       | Alemanha Ocidental | 149    |
| 18                | Josef Zidek          | Tchecoslováquia    | 160    |
| 19                | Didier Gailhaguet    | França             | 170    |
| 20                | Yutaka Higuchi       | Japão              | 178    |
| 21                | Zoran Matas          | Iugoslávia         | 189    |
| WD                | Daniel Höner         | Suíça              | —      |

### Individual feminino
| Pos.              | Nome              | Nacionalidade      | Pontos |
| ----------------- | ----------------- | ------------------ | ------ |
| Medalha de ouro   | Gabriele Seyfert  | Alemanha Oriental  | 9      |
| Medalha de prata  | Beatrix Schuba    | Áustria            | 21     |
| Medalha de bronze | Julie Lynn Holmes | Estados Unidos     | 38     |
| 4                 | Karen Magnussen   | Canadá             | 38     |
| 5                 | Zsuzsa Almássy    | Hungria            | 43     |
| 6                 | Janet Lynn        | Estados Unidos     | 42     |
| 7                 | Dawn Glab         | Estados Unidos     | 67     |
| 8                 | Rita Trapanese    | Itália             | 73     |
| 9                 | Patricia Ann Dodd | Reino Unido        | 80     |
| 10                | Cathy Lee Irwin   | Canadá             | 96     |
| 11                | Sonja Morgenstern | Alemanha Oriental  | 100    |
| 12                | Elena Shcheglova  | União Soviética    | 101    |
| 13                | Charlotte Walter  | Suíça              | 126    |
| 14                | Elena Alexandrova | União Soviética    | 129    |
| 15                | Eileen Zillmer    | Alemanha Ocidental | 127    |
| 16                | Kazumi Yamashita  | Japão              | 146    |
| 17                | Ludmila Bezáková  | Tchecoslováquia    | 151    |
| 18                | Frances Waghorn   | Reino Unido        | 152    |
| 19                | Simone Gräfe      | Alemanha Oriental  | 173    |
| 20                | Judith Bayer      | Alemanha Ocidental | 178    |
| 21                | Wilfriede Reiter  | Áustria            | 189    |

### Duplas
| Pos.              | Nome                                      | Nacionalidade      | Pontos |
| ----------------- | ----------------------------------------- | ------------------ | ------ |
| Medalha de ouro   | Irina Rodnina / Alexei Ulanov             | União Soviética    | 11     |
| Medalha de prata  | Liudmila Smirnova / Andrei Suraikin       | União Soviética    | 16     |
| Medalha de bronze | Heidemarie Steiner / Heinz-Ulrich Walther | Alemanha Oriental  | 27     |
| 4                 | Galina Karelina / Georgi Proskurin        | União Soviética    | 36.5   |
| 5                 | JoJo Starbuck / Kenneth Shelley           | Estados Unidos     | 46.5   |
| 6                 | Almut Lehmann / Herbert Wiesinger         | Alemanha Ocidental | 53     |
| 7                 | Manuela Groß / Uwe Kagelmann              | Alemanha Oriental  | 64     |
| 8                 | Melissa Militano / Mark Militano          | Estados Unidos     | 75     |
| 9                 | Brunhilde Baßler / Eberhard Rausch        | Alemanha Ocidental | 78     |
| 10                | Janina Poremska / Piotr Sczypa            | Polônia            | 102    |
| 11                | Mona Szabo / Peter Szabo                  | França             | 101    |
| 12                | Dana Fialová / Josef Tuma                 | Tchecoslováquia    | 111    |
| 13                | Evelyne Scharf / Wilhelm Bietak           | Áustria            | 119    |
| 14                | Sandra Bezic / Val Bezic                  | Canadá             | 120    |
| 15                | Mary Petrie / Robert McAvoy               | Canadá             | 121    |
| 16                | Kotoe Nagasawa / Hiroshi Nagakubo         | Japão              | 143    |
| 17                | Helena Gazvoda / Silvo Švejger            | Iugoslávia         | 153    |

### Dança no gelo
| Pos.              | Nome                                    | Nacionalidade      | Pontos |
| ----------------- | --------------------------------------- | ------------------ | ------ |
| Medalha de ouro   | Liudmila Pakhomova / Alexander Gorshkov | União Soviética    | 14     |
| Medalha de prata  | Judy Schwomeyer / James Sladky          | Estados Unidos     | 15     |
| Medalha de bronze | Angelika Buck / Erich Buck              | Alemanha Ocidental | 25     |
| 4                 | Tatiana Voitiuk / Viacheslav Zhigalin   | União Soviética    | 40     |
| 5                 | Susan Getty / Roy Bradshaw              | Reino Unido        | 43     |
| 6                 | Annerose Beier / Eberhard Rüger         | Alemanha Oriental  | 59     |
| 7                 | Janet Sawbridge / Jon Lane              | Reino Unido        | 60     |
| 8                 | Elena Zharkova / Gennadi Karponosov     | União Soviética    | 74     |
| 9                 | Debbie Ganson / Bradley Hislop          | Estados Unidos     | 80.5   |
| 10                | Anne Millier / Harvey Millier III       | Estados Unidos     | 94     |
| 11                | Diana Skotnická / Martin Skotnický      | Tchecoslováquia    | 100    |
| 12                | Ilona Berecz / István Sugár             | Hungria            | 108.5  |
| 13                | Teresa Weyna / Piotr Bojańczyk          | Polônia            | 116    |
| 14                | Mary Church / David Sutton              | Canadá             | 120    |
| 15                | Svetlana Marinovová / Miloš Buršik      | Tchecoslováquia    | 136    |
| 16                | Anne-Claude Wolfers / Roland Mars       | França             | 144    |
| 17                | Brigitte Scheijbal / Kurt Jaschek       | Áustria            | 149    |
| 18                | Angelika Wiesner / Hans-Jürgen Wiesner  | Alemanha Ocidental | 161    |

## Quadro de medalhas
| Ordem | País               | Medalha de ouro | Medalha de prata | Medalha de bronze |    | Ordem por total |
| ----- | ------------------ | --------------- | ---------------- | ----------------- | -- | --------------- |
| 1     | União Soviética    | 2               | 1                |                   | 3  | 1               |
| 2     | Estados Unidos     | 1               | 1                | 1                 | 3  | 1               |
| 3     | Alemanha Oriental  | 1               |                  | 2                 | 3  | 1               |
| 4     | Áustria            |                 | 1                |                   | 1  | 4               |
| 4     | Tchecoslováquia    |                 | 1                |                   | 1  | 4               |
| 6     | Alemanha Ocidental |                 |                  | 1                 | 1  | 4               |
| TOTAL | TOTAL              | 4               | 4                | 4                 | 12 | —               |